# Coenotephria strangulata
Coenotephria strangulata là một loài bướm đêm trong họ Geometridae.